# Bulbophyllum bracteatum
Bulbophyllum bracteatum là một loài phong lan thuộc chi Bulbophyllum.